# Ulltickeporing
Ulltickeporing (Skeletocutis brevispora) är en svampart som tillhör divisionen basidiesvampar, och som beskrevs av Tuomo Niemelä. Ulltickeporing ingår i släktet Skeletocutis, och familjen Polyporaceae. Enligt den finländska rödlistan är arten nära hotad i Finland. Enligt den svenska rödlistan är arten sårbar i Sverige. Arten förekommer i Götaland, Svealand, Nedre Norrland och Övre Norrland. Artens livsmiljö är friska och lundartade naturmoskogar.